# Carl Albert Andersen
Carl Albert Andersen (ur. 15 sierpnia 1876 w Østre Aker, zm. 28 września 1951 w Oslo) – norweski gimnastyk i lekkoatleta, dwukrotny uczestnik letnich igrzysk olimpijskich (Paryż 1900, Londyn 1908), dwukrotny medalista olimpijski: srebrny z Londynu (w drużynowym wieloboju gimnastycznym) oraz brązowy z Paryża (w skoku o tyczce).
Pierwszy w historii norweski medalista olimpijski.

## Sukcesy sportowe
- wielokrotny rekordzista Norwegii w skoku wzwyż oraz w skoku o tyczce[2].

| Rok  | Miasto | Zawody               | Konkurencja                     | Wynik                    |
| ---- | ------ | -------------------- | ------------------------------- | ------------------------ |
| 1900 | Paryż  | Igrzyska olimpijskie | skok o tyczce skok wzwyż        | brązowy medal 4. miejsce |
| 1906 | Ateny  | Letnia olimpiada     | drużynowy wielobój gimnastyczny | złoty medal              |
| 1908 | Londyn | Igrzyska olimpijskie | drużynowy wielobój gimnastyczny | srebrny medal            |

## Rekordy życiowe
- skok wzwyż – 1,752 (1902)
- skok o tyczce – 3,20 (1900)